# Ирвин, Джон
Джон И́рвин (англ. John Irvin, род. 7 мая 1940, Ньюкасл-апон-Тайн, Нортамберленд) — британский кинорежиссёр и сценарист. Начинал карьеру как режиссёр документальных и телевизионных фильмов. В восьмидесятых начал снимать фильмы в Голливуде.

## Биография
Родился 7 мая в Ньюкасле. В 1958 году окончил Лондонскую школу киноискусства. Начал работать в качестве ассистента режиссёра в организации, снимающей документальные фильмы British Transport Films, и до 1980 года его работы составляли документальные и короткометражные фильмы. В 1969 году снимал документальный фильм о войне во Вьетнаме, что позже использовал в фильме Высота «Гамбургер».
В 1980 году Джон Ирвин снял свой первый фильм для большого экрана, «Псы войны». По мнению критиков, наиболее удачными у Ирвина получились фильмы «Вдовья гора», получившая 15 положительных рецензий из 15, и Высота «Гамбургер» с 11 положительными отзывами из 11; также высокие оценки получили фильмы «Дневники черепахи» (9 из 10), «Месяц у озера» (12 из 17), «Псы войны» (10 из 14). Наихудшую оценку получил фильм «Райский сад» — он понравился лишь одному критику из 23.

## Режиссёрская фильмография
- Ружьё Манделы[англ.] / Mandela’s Gun (2016) — биографический фильм о Нельсоне Манделе
- Райский сад[англ.] / The Garden of Eden (2008) — экранизация романа Эрнеста Хемингуэя «Райский сад»
- Звёзды под Луною[англ.] / The Moon and the Stars (2007)
- Изящное искусство любви[англ.] / The Fine Art of Love (2005) — эротическая драма с Жаклин Биссет, Ханной Тейлор-Гордон и Наталией Теной в главных ролях
- Смерть online / Dot.Kill (2005) — детективный триллер с Армандом Ассанте в главной роли
- Ребята из графства Клэр[англ.] / The Boys from County Clare (2003) — ирландская комедия об исполнителях кейли
- Четвёртый ангел[англ.] / The Fourth Angel (2001) — фильм с Джереми Айронсом в главной роли
- Билли-Фингал[англ.] / Shiner (2000) — фильм с Майклом Кейном и Мартином Ландау на тему бокса
- Ноев ковчег[англ.] / Noah’s Ark (1999) — мини-сериал на библейский сюжет
- Когда молчат фанфары / When Trumpets Fade (1998) — фильм о Второй мировой войне
- Зона преступности / City of Industry (1997)
- Неистовый Конь[англ.] / Crazy Horse (1996) — фильм о Неистовом Коне, вожде индейцев XIX века
- Месяц у озера / A Month by the Lake (1995) — романтическая комедия с Умой Турман и Ванессой Редгрейв в главных ролях
- Свободное падение / Freefall (1994)
- Вдовья гора / Widows' Peak (1994)
- Робин Гуд / Robin Hood (1991) — фильм о Робине Гуде с Патриком Бергиным и Умой Турман
- Абсолютная власть / Eminent Domain (1990) — фильм производства Франции, Польши и Канады с Дональдом Сазерлендом и Энн Арчер
- Ближайший родственник / Next of Kin (1989) — боевик с Пэтриком Суэйзи и Лиамом Нисаном
- Высота «Гамбургер» / Hamburger Hill (1987) — драма о войне во Вьетнаме
- Без компромиссов / Raw Deal (1986) — боевик с Арнольдом Шварценеггером в главной роли
- Дневник Черепахи / Turtle Diary (1985) — романтическая комедия с Беном Кингсли и Глендой Джексон
- Чемпионы / Champions (1984)
- История с привидениями / Ghost Story (1981)
- Псы войны / The Dogs of War (1980)
- Шпион, выйди вон! / Tinker Tailor Soldier Spy (1979) — детективный сериал, снятый по одноимённому роману Джона Ле Карре
- Театр[англ.] / Playhouse (1977)
- Тяжёлые времена[англ.] / Hard Times (1977) — сериал по одноимённому роману Чарльза Диккенса
- Почти человек[англ.] / The Nearly Man (1975)

## Награды и номинации
- 1995 — награда Кинофестиваля в Остине в номинации «Лучший фильм» («Вдовья гора»);
- 1999 — награда Кинофестиваля в Беарице за фильм «Когда молчат фанфары»;
- В 1968, 1978 и 1980 номинировался на премию «BAFTA».